# Převtělení Timothyho Archera
Převtělení Timothyho Archera (1982, The Transmigration of Timothy Archer) je sci-fi román amerického spisovatele Philipa K. Dicka. Román je považován za třetí díl autorovy gnostické „božské" VALIS trilogie (The VALIS Trilogy), protože autorem připravovaný díl The Owl in Daylight (Sova za denního světla) zůstal pouze v nárysech. Jde o poslední autorův román a Dick se v něm zamýšlí nad možnostmi poznání a nad cenou, která se za poznání platí. Předcházející díly trilogie jsou romány VALIS a Božská invaze.

## Obsah románu
Příběh je vyprávěn snachou proslulého episkopálního biskupa Tima Archera. Ta mu představí svou kamarádku Kirsten, se kterou má Archer poměr. Archerův syn Jeff spáchá kvůli své posedlosti Kirsten sebevraždu. Rovněž Kirsten ukončí svůj život předávkováním barbituráty, protože má rakovinu. Archer postupně ztrácí víru. Hlavním důvodem jsou tzv. sádochovské svitky, objevené v Izraeli, jež nezvratně dokazují, že věty přisuzované Ježíši Kristu byl vysloveny minimálně dvě stě let před tím, než se narodil. A že samotný Ježíš byl učitel a ne inkarnace Boha. Protože Archer víru nutně potřebuje, postupně propadá okultnímu bludu, že jeho mrtvý syn Jeff se vrací ze záhrobí, aby mu předal důležitou zprávu. Archerova touha objevit pravdu ho pak postupně dožene až za práh smrti. Odjede do Izraele, aby zjistil pravdu a zde zahyne v poušti. Klíčovou myšlenkou románu je, že každý člověk nutně potřebuje v něco věřit – a že pokud víru ztratí, stane se z něj pouhý přežívající stroj.

## Česká vydání
- Převtělení Timothyho Archera, Argo, Praha 2007, přeložil Robert Tschorn.